# Tom Clancy's Rainbow Six: Shadow Vanguard
Tom Clancy's Rainbow Six: Shadow Vanguard (En español Tom Clancy's Rainbow Six: Vanguardia Oscura) es un videojuego perteneciente al género de disparos en primera persona del año 2011 desarrollado y publicado por Gameloft para iOS, Xperia Play y dispositivos Android. El juego se desarrolla dentro de la continuidad de la franquicia de medios Rainbow Six de Tom Clancy.

## Jugabilidad
El juego presenta tres modos de juego; una campaña para un jugador, un modo cooperativo en línea que utiliza los mismos niveles que el modo para un jugador y un modo de combate a muerte en línea. Los modos cooperativo y combate a muerte pueden reproducirse a través de una conexión local a través de Wi-Fi y Bluetooth o a través de una conexión global a través de Internet . La campaña para un jugador contiene trece misiones. El modo combate a muerte en línea contiene cinco mapas, basados en niveles de la campaña para un jugador.
El esquema de control básico en Vanguardia Oscura es similar a otros shooters en primera persona de Gameloft, como el Modern Combat o la serie NOVA. El juego se controla usando botones virtuales en la pantalla; una palanca de control virtual a la izquierda de la pantalla se utiliza para el movimiento, mientras que el objetivo se logra deslizando la pantalla táctil. Los controles giroscópicos se presentan en el iPhone 4, iPod touch de cuarta generación y ciertos dispositivos Android. El jugador también puede agacharse, lanzar granadas, usar la mira de hierro de su arma, recargar, cambiar armas, recoger diferentes armas, cuchillos enemigos, cubrirse de los obstáculos, hacer una corrida y disparo usando botones e indicaciones en la pantalla táctil.
El juego está más centrado en el juego táctico a los videojuegos de tiradores estándar. Un componente importante del juego es identificar y etiquetar a los enemigos dentro de las habitaciones antes de entrar a la habitación. El jugador puede usar un fibroscopio para mirar a través de la puerta de la sala y etiquetar a dos enemigos. Luego, cuando se abre la puerta (ya sea pateando o arrojando una granada de humo), los dos PNJ del escuadrón del jugador apuntarán inmediatamente a los enemigos etiquetados. Esto facilita un enfoque más táctico del juego que en otros shooters de Gameloft, como Modern Combat .
Cada misión en el modo de jugador único/cooperativo tiene un objetivo principal y uno secundario. Mientras que el objetivo principal debe completarse para finalizar la misión, los objetivos secundarios son opcionales, aunque completarlos le otorga al jugador más puntos de experiencia al final del nivel. También se otorgan puntos de experiencia por cada enemigo que muere (con puntos extra por disparos en la cabeza), por mantener a los compañeros de equipo seguros y por pasar de nivel sin activar una alarma. A medida que el jugador gana puntos, sube de rango, lo que a su vez desbloquea nuevas armas y equipos.
Hay cuatro niveles de dificultad en modos de jugador único y cooperativo; "Reclutar", "Operativo", "Elite" y "Rainbow Six"

## Argumento
Este juego se desarrolla en el año 1999, poco después de la formación de la unidad multinacional contra el terrorismo, El Equipo Rainbow, que está compuesta por soldados de élite de varios países de la OTAN. El protagonista del juego es el Cpt. Federico 'Fed' González, un exoficial de las Fuerzas Especiales de los EE. UU., Que es reclutado por el director Interino de Rainbow, James Danko, quien une a González con el Sargento. Hae Jun Kim y Sgt. Paul Akindele.
Poco después de su reclutamiento, González descubre que su equipo responde a una serie de ataques terroristas del Grupo Fénix, una organización ecoturística radical. Mientras los Rainbow investigan a Fénix, John Brightling, presidente de la poderosa corporación de biotecnología Infinario Inc., le ayuda y asesora. Sin embargo, Rainbow descubre que el Grupo Fénix es en realidad un frente para Infinario, y Brightling es el hombre detrás de los atentados terroristas. Él está desarrollando una cepa altamente contagiosa del virus del Ébola, llamada "Shiva". En un esfuerzo por proteger a la Madre Naturaleza, el plan de Brightling es matar a todos los seres humanos del planeta, excepto a aquellos a quienes permite residir dentro de una biosfera artificial segura, Horizon Ark. Una vez que la raza humana haya sido eliminada, Brightling y sus seguidores planean repoblar la tierra y construir una utopía amigable con el medio ambiente.
Para lograr este objetivo, utilizan los ataques terroristas dispersos del Grupo Fénix para crear una paranoia mundial sobre el terrorismo internacional, que luego explota para obtener un contrato de seguridad para su propia empresa de seguridad privada en los Juegos Olímpicos, donde planea liberar el virus Sin embargo, el equipo Rainbow tiene éxito en prevenir la liberación del virus, obligando a Brightling y sus colaboradores a retirarse al Horizon Ark. Los Rainbow se infiltran en las instalaciones, matando a todos los colaboradores de Brightling y eventualmente capturando al propio Brightling.

## Recepción
Vanguardia Oscura se encontró con críticas principalmente positivas. La versión de iOS tiene una puntuación de 76 sobre 100 en Metacritic con base en diecisiete reseñas, y 79.38% en GameRankings, con base en ocho revisiones.
Tracy Erickson de Pocket Gamer no estaba demasiado impresionado, anotando para el juego 6 de 10, y argumentando que "Lag en multijugador, misiones de jugador único sin pulir y varios defectos menores evitan que se filtre directamente [...] No hay ningún error en el corazón de este juego decepcionante: varios problemas contribuyen a una falta general de pulimento y atención a los detalles. Es jugable, aunque no particularmente apasionante ". Levi Buchanan de IGN también fue crítico, dando al juego un 6.5 de 10 y comparándolo desfavorablemente con Modern Combat 2: Black Pegasus y NOVA 2: The Hero Rises Again. Fue especialmente crítico con el diseño del control, argumentando que hay demasiados botones en pantalla. Concluyó que " Vanguardia Oscura es un tirador táctico decente con una variedad de misiones y buenos gráficos. Pero los controles desordenados y la extraña inteligencia de ambos enemigos y compañeros de equipo arrojan un poco de agua fría en el juego.
Jose Ramos de TouchGen le anotó el juego 3.5 de 5. También sintió que la pantalla estaba demasiado abarrotada, y también criticó el modo combate a muerte, especialmente el desove después de que el jugador muere, ya que el juego genera aleatoriamente el personaje en el mapa, posiblemente justo al lado de un enemigo. Del modo multijugador, dijo, "en general, y en su mayor parte, incluso con sus defectos, todavía se adhiere a sus raíces Rainbow Six . Puede ser difícil de dominar, y lo que Rainbow Six El juego no es así, pero una vez que te metas en algunos combates multijugador obtendrás una buena y sólida experiencia multijugador, simplemente no es muy bueno ". También elogió el modo para un jugador, pero concluyó que" desafortunadamente, el juego se ve obstaculizado por los problemas de control, y por esa razón, a menos que realmente tengas que jugar en tu FPS, te recomendamos que busques otros FPS de la tienda de aplicaciones para solucionar el contraterrorismo". de MacLife Chris Barylick anotó el juego 4 de 5. También sintió que la pantalla estaba demasiado abarrotada, pero elogió los gráficos y la actuación de voz. Fue particularmente elogioso con la jugabilidad: "Al igual que otros Six de los juegos Rainbow, esto tiene una sensación divertida de tensión palpable, en el sentido de que sabes que tus personajes son frágiles y no pueden reírse de balas múltiples y granadas ".
Jennifer Allen, de 148Apps, estaba más impresionado, anotando al juego 4.5 de 5 y argumentando que era un juego mejor que SOCOM: Navy SEAL de los EE. UU. Fireteam Bravo 3 en la PlayStation Portable. Alabó los modos de gráficos, sonido y multijugador, aunque también sintió que había demasiados botones en pantalla. Ella estaba particularmente impresionada con el juego táctico, llamándolo "el shooter táctico más completo que he jugado en un dispositivo portátil [...] Es una experiencia de tiro táctico bastante ideal". Jared Nelson de TouchArcade también le anotó el juego 4.5 de 5. Él era crítico del multijugador en línea, pero en general sintió que "Rainbow Six: Vanguardia Oscura"es un FPS competente que está en línea con las ofertas anteriores de Gameloft, y debe satisfacer a los fanáticos de los últimos títulos de consolas de la serie que buscan una solución sobre la marcha ".
Andrew Nesvadba de AppSpy quedó aún más impresionado, anotando al juego 5 de 5. Criticó la IA de los miembros del equipo y los enemigos, pero concluyó que " Vanguardia Oscura es sin duda un juego fácil de recomendar para los fanáticos de FPS y mientras el estilo táctico puede ser un poco más exigente que los shooters tradicionales, los jugadores casuales deberían encontrar los controles fáciles de dominar también ". En Slide to Play Chris Reed también le dio al juego un puntaje perfecto (4 de 4), argumentando que "en general, nos divertimos mucho con Vanguardia Oscura. Claro, no es tan diferente de los NOVA o los modern Combat, y sería bueno ver a Gameloft estirarse un poco más en un futuro FPS. Pero ninguna otra compañía hace para los iPhone FPS tan grandes o emocionante como Gameloft. Si quieres un tirador táctico en tu bolsillo, has venido al lugar correcto ".